# Полосатая иволга
Полосатая иволга (лат. Oriolus sagittatus) — вид певчих птиц семейства иволговых.
Птица среднего размера, длина тела 26—28 см, вес 96 г. Вид распространён в северной и восточной Австралии и Новой Гвинее.
Птица селится в сухих эвкалиптовых лесах, в буше, в деградировавших лесах и районах, видоизмененных человеком. Тяготеет к аридным и субаридным регионам, но избегает пустынь. Гнездование происходит во время сезона дождей в тропических лесах, но некоторые птицы мигрируют на юг, чтобы гнездиться во время антарктического лета.
Сезон размножения длится с сентября по январь. Чашеобразные гнёзда из травы и коры сооружают на высоте около 10 метров над землей на тонкой ветке ствола. Самка откладывает 2—3 яйца, инкубационный период обычно длится 18 дней и птенцы остаются в гнезде около 17 дней. Во время сезона размножения роль самца ограничивается кормлением потомства, он не принимает участия в строительстве гнезда и высиживании кладки.
Питается главным образом насекомыми, куколками и гусеницами, а также фруктами.